# Distrito electoral 16 (Nebraska)
El distrito electoral 16 (en inglés: Precinct 16) es un distrito electoral ubicado en el condado de Cedar en el estado estadounidense de Nebraska. En el Censo de 2010 tenía una población de 587 habitantes y una densidad poblacional de 6,29 personas por km².

## Geografía
El distrito electoral 16 se encuentra ubicado en las coordenadas 42°29′17″N 97°11′17″O / 42.48806, -97.18806. Según la Oficina del Censo de los Estados Unidos, el distrito electoral 16 tiene una superficie total de 93.33 km², que corresponden a tierra firme.

## Demografía
Según el censo de 2010, había 587 personas residiendo en el distrito electoral 16. La densidad de población era de 6,29 hab./km². De los 587 habitantes, el distrito electoral 16 estaba compuesto por el 98.64% blancos, el 0.17% eran amerindios y el 1.19% pertenecían a dos o más razas.